# Campeonato Africano Sub-17 de 1995
El Campeonato Sub-17 Africano de 1995 se llevó a cabo en Bamako, Malí y contó con la participación de 8 selecciones infantiles de África procedentes de una fase eliminatoria.
Ghana venció en la final a Nigeria para convertirse en el primer campeón del torneo.

## Eliminatoria

### Primera ronda
| Equipo 1        | Agr.    | Equipo 2   | Ida   | Vuelta |
| --------------- | ------- | ---------- | ----- | ------ |
| Sudáfrica       | 4 – 2   | Zimbabue   | 3 – 1 | 1 – 1  |
| Zambia          | 6 – 1 d | Botsuana   | 6 – 0 | 0 – 1  |
| Mauricio        | 0 – 4   | Malaui     | 0 – 1 | 0 – 3  |
| Egipto          | 5 – 1   | Argelia    | 2 – 0 | 3 – 1  |
| Guinea-Bisáu    | 1 – 2   | Guinea     | 1 – 1 | 0 – 1  |
| Nigeria         | 5 – 1   | Angola     | 2 – 1 | 3 – 0  |
| Togo            | 1 – 3   | Ghana      | 0 – 1 | 1 – 2  |
| Túnez           | w/o     | Benín      | –     | –      |
| Costa de Marfil | w/o     | Congo      | –     | –      |
| Sierra Leona    | w/o     | Senegal    | –     | –      |
| Tanzania        | w/o     | Camerún    | –     | –      |
| Sudán           | w/o     | Uganda     | –     | –      |
| Mozambique      | w/o     | Zaire      | –     | –      |
| Marruecos       | w/o     | Cabo Verde | –     | –      |

### Segunda ronda
| Equipo 1        | Agr.  | Equipo 2   | Ida   | Vuelta |
| --------------- | ----- | ---------- | ----- | ------ |
| Sudáfrica       | 0 – 2 | Mozambique | 0 – 0 | 0 – 2  |
| Egipto          | 0 – 1 | Sudán      | 0 – 0 | 0 – 1  |
| Marruecos       | 1 – 2 | Túnez      | 1 – 0 | 0 – 2  |
| Tanzania        | 0 – 2 | Guinea     | 0 – 0 | 0 – 2  |
| Costa de Marfil | 2 – 4 | Nigeria    | 1 – 1 | 1 – 3  |
| Sierra Leona    | 1 – 2 | Ghana      | 1 – 0 | 0 – 2  |
| Botsuana        | 2 – 1 | Malaui     | 2 – 0 | 0 – 1  |

## Fase de grupos
| Color                |
| -------------------- |
| Avanza a Semifinales |